# Desfile Arcoíris de Viena

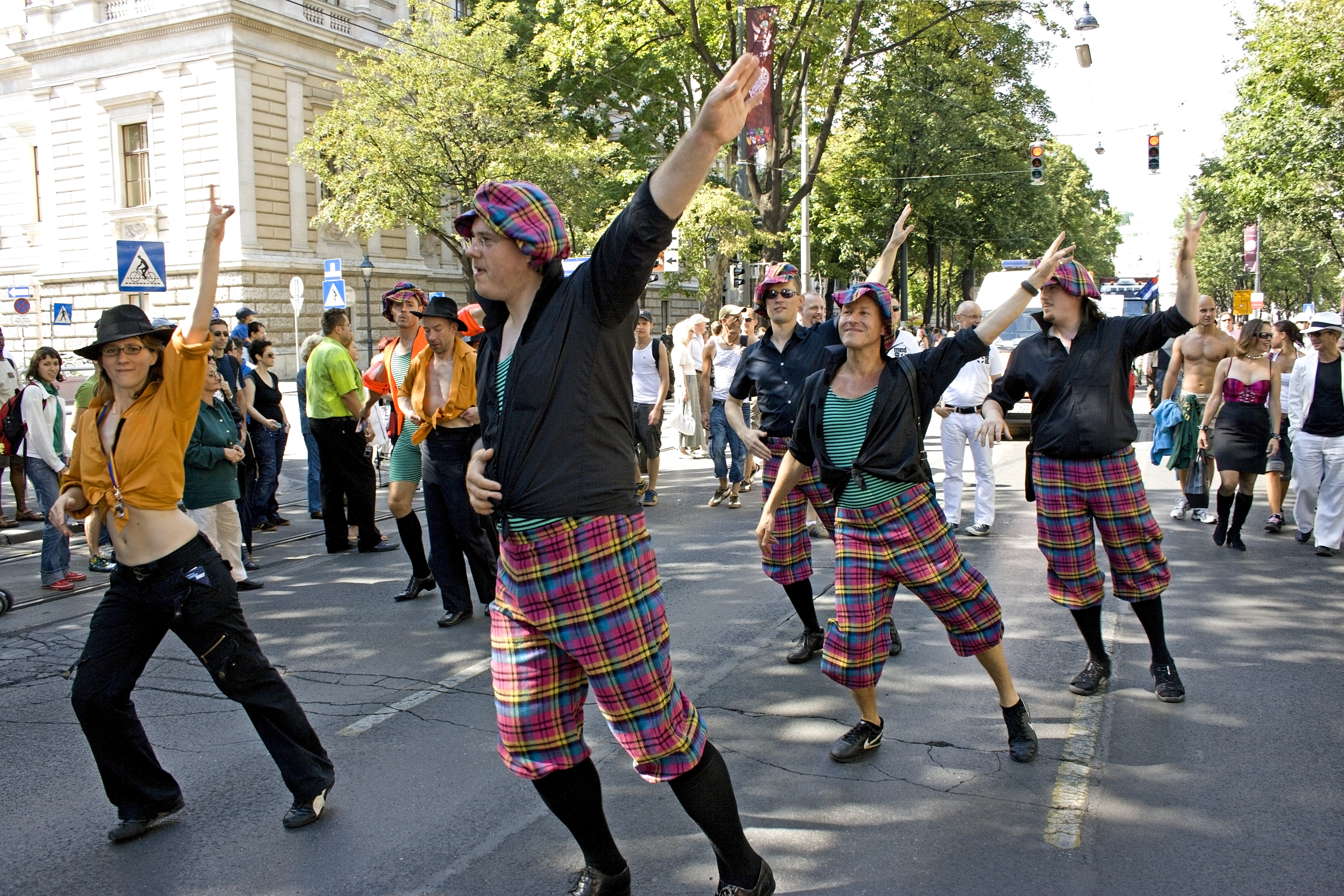
Espectáculo de danza durante el Desfile Arcoíris de 2007.

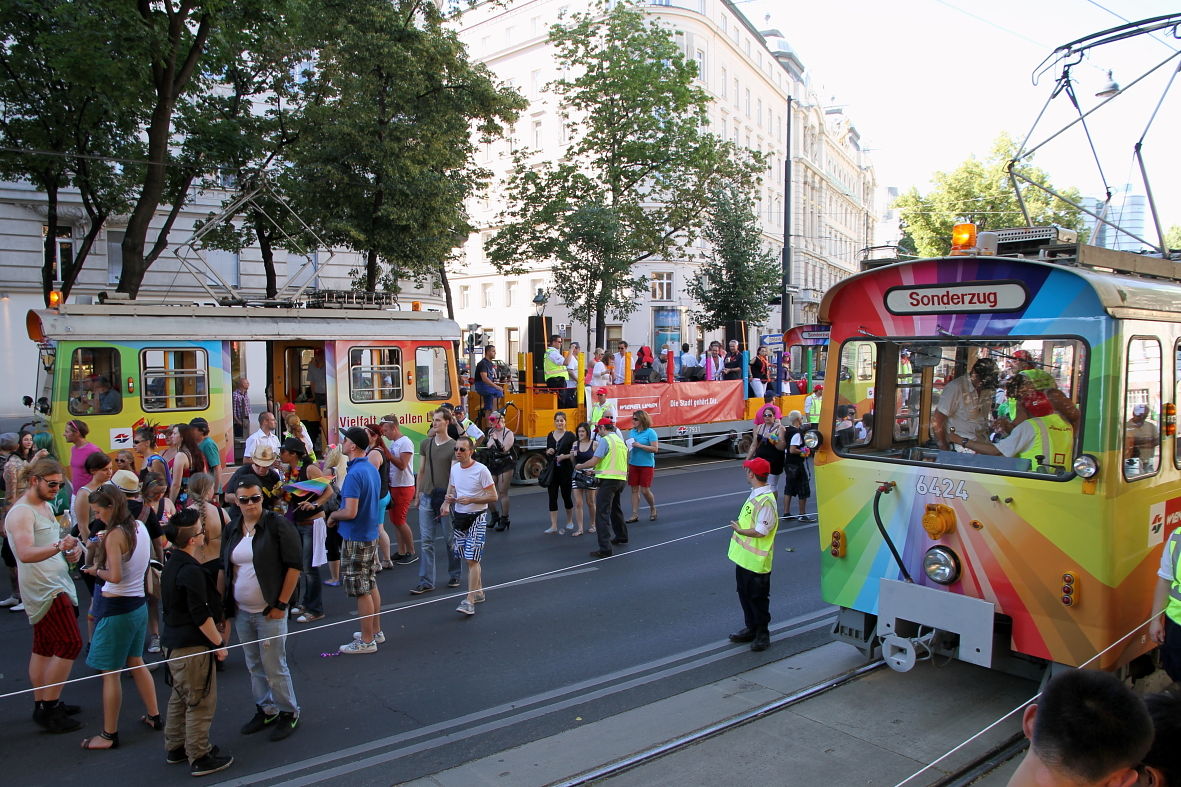
Participantes del desfile en su edición de 2012.

El Desfile Arcoíris (en alemán: Regenbogenparade) es una manifestación y marcha del orgullo que se celebra de forma anual en la avenida Ringstraße de Viena, Austria. El evento tiene como objetivo promover la igualdad de derechos para las personas LGBT y se realiza en el contexto del Christopher Street Day. El Desfile Arcoíris, que se realiza a finales de junio o principios de julio, es el evento más importante del movimiento de liberación LGBT en Austria.
En 2001 y 2019, Viena fue la ciudad anfitriona del EuroPride, por lo que el Desfile Arcoíris se llevó a cabo bajo el nombre de Desfile del EuroPride en ambas ocasiones. La edición de 2019 alcanzó el medio millón de participantes, lo que la convirtió en la más concurrida en la historia del evento.

## Historia
El primer Desfile Arcoíris tuvo lugar el 29 de junio de 1996 y fue organizado por el Foro Austriaco de Gais y Lesbianas. La idea para el nombre del evento vino del activista Mario Soldo, mientras que otros activistas que estuvieron a cargo de la organización de la primera edición fueron: Christian Michelides, Andreas Brunner, Günter Strobl y Hannes Sulzenbacher. Sobre este primer desfile, Brunner afirmó años después:
En 1996 tuvo lugar el primer Desfile Arcoíris por la avenida Ringstraße de Viena. Como uno de los fundadores, puedo dar fe personalmente de lo importante que era para nosotros la Ringstrasse como lugar para desfilar. El recorrido debía pasar por los edificios centrales que dan identidad a la Segunda República: se debía pasar por la Ópera Estatal, el Parlamento, el Ayuntamiento y el Burgtheater. A la policía y probablemente también a los políticos les hubiera gustado vernos en otro lugar (la avenida principal del Prater fue la propuesta de la policía: ¡los homos como atracción en el parque, por así decirlo!). Esto contradecía nuestro lema para el primer desfile: ¡visibilidad! En el segundo año, más seguros de nosotros mismos debido al éxito de la primera edición, logramos una última victoria: desde entonces, el desfile gira alrededor de la avenida ya avanza "al revés" (en dirección contraria a la circulación habitual de la avenida). Cuando pasa por el parque del ayuntamiento, se puede ver lo conectadas que están la subversión y la representación a la realidad de vida de los hombres homosexuales.
Desde 2003, el desfile lo organiza la asociación HOSI Viena (Iniciativa Homosexual de Viena), después de que la asociación CSD, anteriormente responsable, cesara sus operaciones.
El desfile cuenta con el apoyo del ayuntamiento de Viena desde 2004. El recorrido inicia en el parque Stadtpark, pasa por el muelle de la ciudad y toma la avenida Ringstraße hasta llegar al sitio seleccionado para el cierre, que a lo largo de los años se ha desarrollado en lugares como el Museumsquartier, la Plaza de los Héroes, la Karlsplatz o el Schwarzenbergplatz. Esto la convierte en una de las pocas demostraciones que recorren la avenida Ringstraße en sentido contrario al tráfico.
Cada año participan más de 100 000 personas, ya sea como manifestantes u observadores. Tras el desfile, se realiza una celebración en una plaza cercana a modo de acto final, en la que participan políticos y se realizan espectáculos musicales. En 2016, el Canciller Federal Christian Kern acudió al desfile en calidad oficial. El presidente federal Van der Bellen y el alcalde de Viena, Michael Ludwig, asistieron al desfile EuroPride 2019. En 2020 el evento fue cancelado debido a la pandemia de COVID-19.
El desfile se volvió a realizar en 2021, aunque contó con varias restricciones debido a la pandemia y se recomendó el uso de mascarillas.
En 2022, se volvió a permitir la participación de carrozas alegóricas. De acuerdo a los organizadores, esta edición contó con 250 000 participantes. Durante el acto final, que se realizó en la plaza del ayuntamiento, se compartió un mensaje en vídeo del presidente federal, Alexander Van der Bellen, y hubo discursos de políticos como los diputados Ewa Ernst-Dziedzic y Mario Lindner, además del vicealcalde, Christoph Wiederkehr.

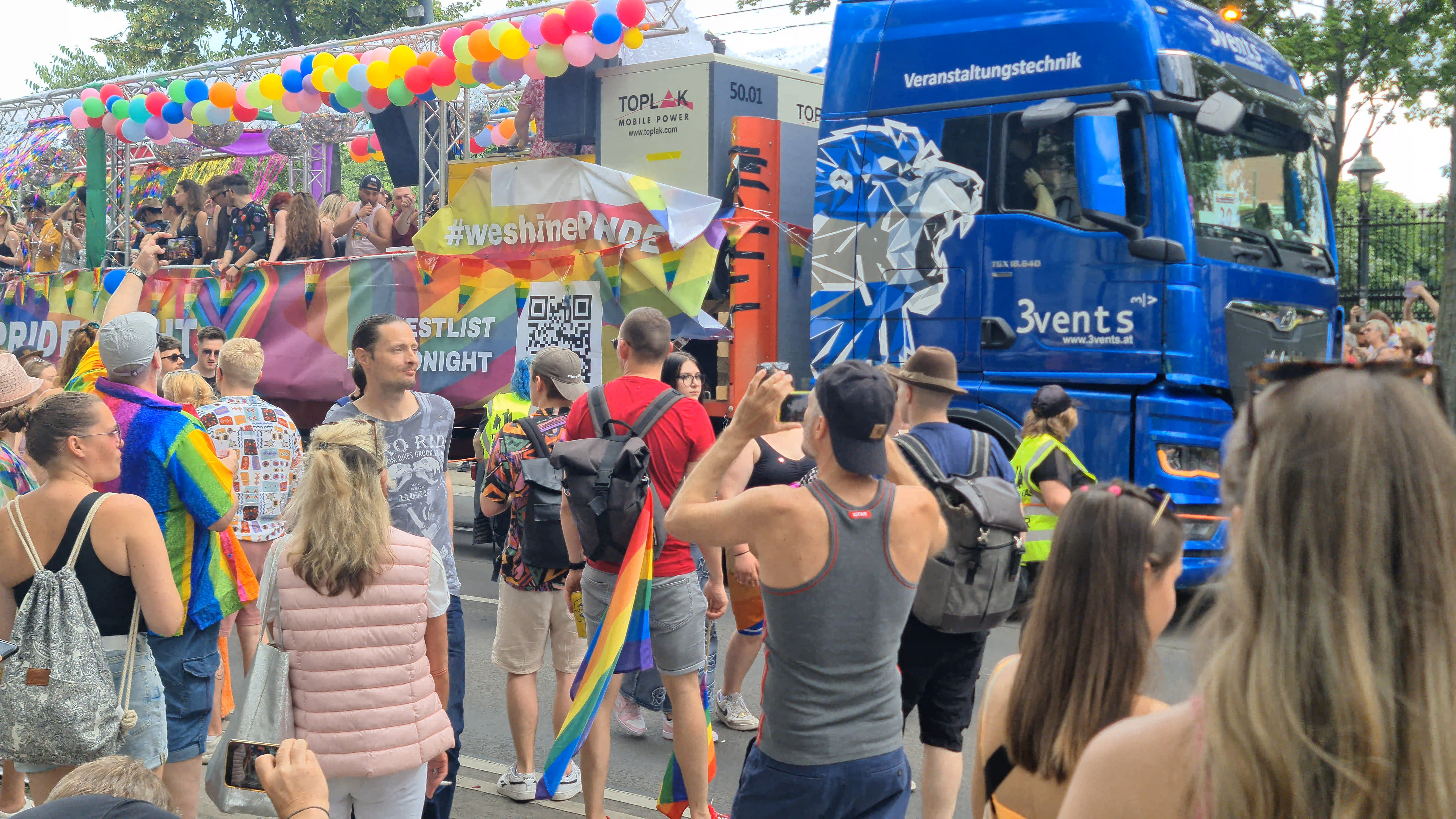
Desfile Arcoíris de Viena en 2023.

La edición de 2023 contó con alrededor de 300 000 participantes. Poco antes del desfile, la policía arrestó a tres sospechosos luego de recibir información de que planeaban perpetrar un ataque «con cuchillos o con un automóvil». La policía reveló que los sospechosos se habían radicalizado en línea y compartían mensajes del Estado Islámico. Durante los registros domiciliarios se encontraron diversas pruebas, incluidas armas.